# Взрыв в баре «Бенни»
Взрыв в баре «Бенни» (англ. Benny's Bar bombing) — террористическая атака ольстерских лоялистов, совершённая 31 октября 1972 в Белфасте во время празднования Хэллоуина. Группа ольстерских лоялистов из Ассоциации обороны Ольстера заложила бомбу в ирландский католический бар «Бенни» в квартале Сэйлортаун (порт Белфаста). В результате взрыва погибли две маленькие девочки, 12 человек были ранены. Этот теракт случился спустя две недели после последнего взрыва в Северной Ирландии: после него число жертв конфликта за 1972 год возросло до 479 человек и сделало этот год самым кровавым за всю историю конфликта.

## Поводы к теракту
С момента своего основания в сентябре 1971 года Ассоциация обороны Ольстера начала охоту на католиков, и к осени 1972 года её жертвами стали более 30 человек. Они преимущественно занимались предпринимательством. 13 сентября 1972 в баре «Дивис Касл» на Спрингфилд-Роуд ольстерцы расстреляли сына владельца бара, а 5 октября взорвали бомбу в баре «Капитал», и от взрыва там погиб протестант.

## Теракт
Вечером вторника 31 октября 1972 в квартале Сэйлортаун, в котором проживали как католики, так и протестанты, на улице гуляли многочисленные дети, которые праздновали Хэллоуин и играли у костра на Шип-Стрит. Две девочки, шестилетняя Пола Стронг и четырёхлетняя Клэр Хьюз были одеты в костюмы ведьм. Их встретил светловолосый мужчина в костюме и спросил дорогу в бар «Бенни», дав одной из девочек двухпенсовую монету и отправившись по Гармойл-Стрит до пересечения с Шип-Стрит, где находился паб. За ним пошли обе девочки, которые постучали в дверь и произнесли традиционную хэллоуинскую фразу «Розыгрыш или подарок» (англ. Trick or treat), попросив деньги.
В этот момент в коричневой сумке, спрятанной у стены, сдетонировала 45-килограммовая бомба. Здание бара было разрушено: Пола Стронг погибла на месте от взрывной волны и летящих осколков мрамора и стекла, Клэр Хьюз была госпитализирована и умерла в больнице. Ещё 12 человек пострадали. Женщина, которая обнаружила тела погибших девочек, сказала, что те лежали словно окровавленные пакеты с тряпками. Радиус взрыва бомбы с небольшим запалом составлял 18 метров, и именно там оказались девочки по несчастливой случайности. Ущерб был нанесён многим домам около бара. Ощущения от взрыва на себе испытала семья погибшей Полы, которая жила в доме на Мэрин-Стрит: брат погибшей девочки Тони говорил, что весь дом содрогнулся от взрыва, а со стен попадали фотографии и картины. Отец Полы, Джерри, находился в пабе в момент взрыва и помогал разбирать завалы и доставать тела погибших девочек. Брат Клэр, Кевин, играл у костра в момент взрыва (их дом находился на Шип-Стрит), а после трагедии на улицу выбежала мать Клэр, которая и отправила свою умирающую дочь в больницу.

## Последствия
Отпевание девочек прошло в римско-католической церкви Святого Георгия, на похоронах присутствовало очень много людей, которые шли за гробами вплоть до кладбища Миллтаун, где похоронили Полу и Клэр. Расследование установило, что взрыв оказался делом рук лоялистской Ассоциации обороны Ольстера, а объект атаки был выбран специально, поскольку там было много ирландских республиканцев. Трое человек, которые установили бомбу, сознались в содеянном: выяснилось, что один из нападавших был коллегой отца Полы Стронг по работе в порту. Однако ольстерцы не прекратили на этом свой террор и через два месяца, 20 декабря, устроили стрельбу в пабе в Дерри, убив пять католиков.
Паб «Бенни» и многие дома на Шип-Стрит были снесены, а на их месте сейчас установлены заводы. Улицу Шип-Стрит закрыли во время строительства трассы M2. На здании церкви Святого Иосифа установлена табличка в память о погибших девочках.